# آل فجعم (مودية)

تعديل مصدري - تعديل

آل فجعم هي إحدى قرى عزلة مودية بمديرية مودية التابعة لمحافظة أبين، بلغ تعداد سكانها 73 نسمة حسب تعداد اليمن لعام 2004.